# Marlen Kruse
Pour les articles homonymes, voir Kruse (homonymie).
Marlen Kruse, née à Winterhude (Hambourg) en 1990, est une actrice allemande.

## Filmographie partielle

### Au cinéma
- 2010 : Rooftops : la mère de Dave (terminé)
- 2013 : Zones humides (Feuchtgebiete) : Corinna